# Miss Mundo 1987
O 37º Concurso Miss Mundo aconteceu em 12 de novembro de 1987 no Royal Albert Hall em Londres, Reino Unido. Foram 78 participantes e a vencedora foi Ulla Weigerstorfer, da Áustria.